# Mezouň
Mezouň (en allemand : Mesaun) est une commune du district de Beroun, dans la région de Bohême-Centrale, en République tchèque. Sa population s'élevait à 581 habitants en 2020.

## Géographie
Mezouň se trouve à 11 km au nord-est de Beroun et à 18 km au sud-ouest de Prague.
La commune est limitée par Nučice au nord-ouest, au nord et au nord-est, par Tachlovice à l'est et au sud-est, et par Vysoký Újezd au sud et au sud-ouest.

## Histoire
La première mention écrite de la localité date de 1025[réf. nécessaire].